# اردوگاه آموزشی (فیلم)
اردوگاه آموزشی (انگلیسی: Boot Camp) یک فیلم در ژانر تریلر روان‌شناختی و درام به کارگردانی کریستیان دوگای است که در سال ۲۰۰۸ منتشر شد. از بازیگران آن می‌توان به میلا کونیس، گرگوری اسمیت، و پیتر استورماره اشاره کرد.